# Buslijn L (Amsterdam)
Buslijn L was een stadsbuslijn in Amsterdam geëxploiteerd door toen nog de Gemeentetram Amsterdam. Er hebben in Amsterdam in totaal drie buslijnen met de letter L bestaan.

## Geschiedenis

### Lijn Dex
Op 3 december 1925 werd in aanvulling op de gewone lijn D een lijn Dex (extra) ingesteld tussen Onderlangs in Betondorp via de Middenweg en de Linnaeusstraat  tot de Pretoriusstraat. De lijn was een verlenging van lijn D maar werd apart onder een eigen lijnnummer gereden. Op 2 januari 1926 werd de lijn verlengd naar de Tugelaweg en vanaf 28 oktober 1926 als aparte lijn geëxploiteerd maar wel in aansluiting op lijn D.

### Eerste lijn L
Op 1 september 1927 werd lijn Dex verletterd in lijn L. De route werd verlegd via de Middenweg in plaats van de Linnaeusparkweg. Op 17 november 1927 werd de lijn noordwaarts verlegd via de Linnaeusparkweg en Linnaeuskade omdat de toen nog op de Middenweg rijdende Gooische Stoomtram onvoldoende ruimte overliet voor een vlotte doorstroming. Op 15 december 1927 werd lijn L opgeheven en grotendeels vervangen door de lijnen A en K.

### Tweede lijn L
Op 29 september 1928 werd een nieuwe lijn L ingesteld, maar nu tussen het Beursplein en Floradorp in Amsterdam-Noord. 

### Derde Lijn L
Op 1 januari 1951 werd lijn L verletterd in lijn A. Gelijktijdig werd een nieuwe buslijn L ingesteld ter vervanging van de opgeheven tramlijn 18.